# Pulse (핑크 플로이드의 음반)
| 전문가 평가   | 전문가 평가 |
| 평가 점수     | 평가 점수   |
| 출처          | 점수        |
| ------------- | ----------- |
| AllMusic      | [ 1 ]       |
| Rolling Stone | [ 2 ]       |

《Pulse》는 영국의 프로그레시브 록 밴드 핑크 플로이드의 라이브 음반이다. 1995년 5월 29일 영국의 EMI에 의해, 1995년 6월 6일 미국의 컬럼비아 레코드에 의해 출시되었다. 이 음반은 1994년 핑크 플로이드의 The Division Bell Tour 유럽 무대에서 녹음되었다.

## 내용 및 녹음
이 음반은 《The Dark Side of the Moon》의 완전한 라이브 버전을 포함하고 있는 것으로 유명하다. 1970년대 초 이후로 공연되지 않은 시드 배럿의 곡인 〈Astronomy Domine〉도 수록되어 있다. 수록곡 〈Another Brick in the Wall, Part 2〉는 〈Another Brick in the Wall, Part 1〉, 〈The Happiest Days of Our Lives〉, 〈Another Brick in the Wall, Part 3〉의 작은 부분을 특징으로 한다.
이전 라이브 음반인 《Delicate Sound of Thunder》와 달리 스튜디오에서는 곡의 일부가 재녹음되지 않았다. 그러나, 밴드와 제임스 거스리는 악보가 있는 곡들을 고쳤다(몇몇 해적판에서 들린 것처럼). 이 음반은 2채널 스테레오 시스템에서도 3D 오디오 효과를 내는 Q사운드로 믹스되었다.

## 발매
미국에서 《Pulse》는 34.99달러(반짝이는 척추 빛과 AA 배터리 두 개를 포함)의 가격에도 불구하고, 1995년 6월 24일 19만 8천 장이 팔리면서 빌보드 200에서 1위를 차지했고, 1991년 5월 이 차트에서 사운드스캔 데이터를 사용하기 시작한 이래 빌보드 200에서 1위를 차지한 첫 멀티디스크 음반이 되었다. 다음 주에 그것은 차트에서 3위로 떨어졌다. 그것은 22주 동안 차트에 머물렀다. 1995년 7월 31일 미국 음반 산업 협회에 의해 백만 장 출하량에 대해 두 배의 플래티넘 인증을 받았다.
1995년 7월 1일, 《Pulse》의 비디오 버전은 16,500장이 팔리며 《빌보드》 톱 뮤직 비디오 차트에서 1위에 올랐다. 이 비디오는 2006년 7월 31일 미국 음반 산업 협회에 의해 800,000장의 출하량에 대해 8배의 플래티넘 인증을 받았다.
비디오 버전(VHS와 레이저디스크)은 또한 〈Take It Back〉이라는 곡과 런던 얼스 코트에서의 10월 20일 공연의 거의 완전한 공연을 선보였다. 《Pulse》 DVD는 2006년 7월 10일에 출시되었다.
바이닐 버전은 4LP 박스 세트로 출시되었으며, 〈One of These Days〉(카세트 발매에서도 들림)와 함께 사진 책자의 대형 버전을 포함하고 있다.
오리지널 CD 커버는 내부에 시계 조각이 들어 있는 "눈처럼 생긴" 기계가 특징이며, 중심에는 행성이 있으며, 바깥쪽에는 시계 조각이 뒤쪽으로 움직이면서 진화를 보여준다. 그것은 바다에서 시작하여 물고기로 진화하는 박테리아로 이동하며, 그 다음에는 달걀형 생물로, 그리고 새를 부화시키는 알로 이동한다. 새들은 비행기의 흔적을 따라간다. 사막에는 6개의 피라미드가 있고, 바다 밑바닥에는 해변의 한 도시를 관찰할 수 있다.
이 음반의 데뷔는 뉴욕의 엠파이어 스테이트 빌딩 꼭대기에서 흘러나오는 라이트 쇼로, 뉴욕의 한 라디오 방송국에서 음악을 동시에 방송함으로써 두드러졌다.

## 곡 목록

### CD/미니디스크 버전
| #   | 제목                                           | 작사·작곡                                   | 리드 보컬         | 재생 시간 |
| --- | ---------------------------------------------- | ------------------------------------------- | ----------------- | --------- |
| 1.  | 〈Shine On You Crazy Diamond, Parts I-V, VII〉 | 데이비드 길모어, 리처드 라이트, 로저 워터스 | 길모어            | 13:35     |
| 2.  | 〈Astronomy Domine〉                           | 시드 배럿                                   | 길모어, 라이트    | 4:20      |
| 3.  | 〈What Do You Want from Me〉                   | 길모어, 라이트, 폴리 샘슨                   | 길모어            | 4:10      |
| 4.  | 〈Learning to Fly〉                            | 길모어, 앤서니 무어, 밥 에즈린, 존 캐린     | 길모어            | 5:16      |
| 5.  | 〈Keep Talking〉                               | 길모어, 라이트, 샘슨                        | 길모어            | 6:52      |
| 6.  | 〈Coming Back to Life〉                        | 길모어                                      | 길모어            | 6:56      |
| 7.  | 〈Hey You〉                                    | 워터스                                      | 길모어, 캐린      | 4:40      |
| 8.  | 〈A Great Day for Freedom〉                    | 길모어, 샘슨                                | 길모어            | 4:30      |
| 9.  | 〈Sorrow〉                                     | 길모어                                      | 길모어            | 10:49     |
| 10. | 〈High Hopes〉                                 | 길모어, 샘슨                                | 길모어            | 7:52      |
| 11. | 〈Another Brick in the Wall, Part 2〉          | 워터스                                      | 길모어, 가이 프랫 | 7:08      |

| #   | 제목                         | 작사·작곡                      | 리드 보컬                                 | 재생 시간 |
| --- | ---------------------------- | ------------------------------ | ----------------------------------------- | --------- |
| 1.  | 〈Speak to Me〉              | 닉 메이슨                      | 기악                                      | 2:30      |
| 2.  | 〈Breathe (In the Air)〉     | 길모어, 워터스, 라이트         | 길모어                                    | 2:33      |
| 3.  | 〈On the Run〉               | 길모어, 워터스                 | 기악                                      | 3:48      |
| 4.  | 〈Time / Breathe (Reprise)〉 | 길모어, 워터스, 라이트, 메이슨 | 길모어, 라이트                            | 6:47      |
| 5.  | 〈The Great Gig in the Sky〉 | 라이트, 클레어 토리            | 샘 브라운, 더가 맥브룸, 클라우디아 폰테인 | 5:52      |
| 6.  | 〈Money〉                    | 워터스                         | 길모어                                    | 8:54      |
| 7.  | 〈Us and Them〉              | 워터스                         | 길모어                                    | 6:58      |
| 8.  | 〈Any Colour You Like〉      | 길모어, 라이트, 메이슨         | 기악                                      | 3:21      |
| 9.  | 〈Brain Damage〉             | 워터스                         | 길모어                                    | 3:46      |
| 10. | 〈Eclipse〉                  | 워터스                         | 길모어                                    | 2:38      |
| 11. | 〈Wish You Were Here〉       | 길모어, 워터스                 | 길모어                                    | 6:35      |
| 12. | 〈Comfortably Numb〉         | 길모어, 워터스                 | 라이트, 길모어                            | 9:29      |
| 13. | 〈Run Like Hell〉            | 길모어, 워터스                 | 길모어, 프랫                              | 8:36      |

## 인증
| 국가                                                          | 인증         | 판매량/출하량 |
| ------------------------------------------------------------- | ------------ | ------------- |
| 아르헨티나 (CAPIF)                                            | 골드         | 30,000^       |
| 오스트레일리아 (ARIA) video                                   | 14× 플래티넘 | 210,000^      |
| 오스트리아 (IFPI 오스트리아)                                  | 플래티넘     | 50,000*       |
| 벨기에 (BEA)                                                  | 골드         | 25,000*       |
| 브라질 (Pro-Música Brasil) video                              | 2× 플래티넘  | 100,000*      |
| 브라질 (Pro-Música Brasil) video - NTSC version, No Subtitles | 다이아몬드   | 100,000*      |
| 캐나다 (뮤직 캐나다)                                          | 3× 플래티넘  | 300,000^      |
| 캐나다 (뮤직 캐나다) video                                    | 플래티넘     | 10,000^       |
| 핀란드 (Musiikkituottajat) video                              | 골드         | 13,965        |
| 프랑스 (SNEP)                                                 | 플래티넘     | 300,000*      |
| 독일 (BVMI)                                                   | 플래티넘     | 500,000^      |
| 독일 (BVMI) video                                             | 7× 골드      | 175,000^      |
| 이탈리아 (FIMI)                                               | 골드         | 25,000*       |
| 이탈리아 Dvd 2006 sales                                       | —            | 120,000       |
| 네덜란드 (NVPI)                                               | 골드         | 50,000^       |
| 뉴질랜드 (RMNZ)                                               | 플래티넘     | 15,000^       |
| 폴란드 (ZPAV)                                                 | 플래티넘     | 70,000*       |
| 폴란드 (ZPAV) video                                           | 3× 플래티넘  | 30,000*       |
| 포르투갈 (AFP) video                                          | 4× 플래티넘  | 32,000^       |
| 스페인 (PROMUSICAE)                                           | 골드         | 50,000^       |
| 스위스 (IFPI 스위스)                                          | 플래티넘     | 50,000^       |
| 영국 (BPI)                                                    | 플래티넘     | 349,428       |
| 미국 (RIAA)                                                   | 2× 플래티넘  | 1,480,000     |
| 미국 (RIAA) video                                             | 8× 플래티넘  | 400,000^      |
| 요약                                                          |              |               |
| 유럽 (IFPI)                                                   | 플래티넘     | 1,000,000*    |
| *판매량을 기반으로 한 인증 ^출하량을 기반으로 한 인증         |              |               |